# リカーショップ小倉屋
リカーショップ小倉屋 (こくらや)は東京早稲田にある酒販店。小倉屋の創業は1678年(延宝6年)と伝えられ、第二代当主のとき(1694年・元禄7年)に高田馬場の決闘に向かう（話によっては決闘後）堀部安兵衛が立ち寄り酒を飲んだことで知られている。また、夏目漱石の生家が隣で夏目漱石の随筆「硝子戸の中」の中でも触れられている。2010年の当主は15代目という老舗である。所在地は東京都新宿区馬場下町3。

## 小倉屋と堀部安兵衛
講談や小説などで知られている話では剣豪として知られている堀部安兵衛（当時の名は中山安兵衛）は酒豪としても知られているが、叔父が高田馬場で決闘をすると知り、またその時間に尋常では間に合わないと知った安兵衛は助太刀のため八丁堀の住処から高田馬場まで走りに走った。決闘場まであと少しの馬場下町まで来たときには、さすがに息が切れ喉が渇いた安兵衛は息をつくために酒屋に立ち寄り桝酒をぐっとあおって決闘場に向ったとされている。この酒屋が小倉屋である。
この話にはレパートリーがいくつもあり、決闘で18人を切り倒した後、町奉行所の役人に町奉行所まで同行を求められた安兵衛は役人に対して「さすがに喉が渇いたので水を飲ませてくれ」と頼み、役人が同意すると安兵衛は小倉屋に入っていき五合桝で3杯も酒を飲み干した。役人は「水と言っても米の水か！」とあきれたという。このとき血まみれの安兵衛の姿に驚いた小倉屋第二代の当主は18人も切った剣豪にたいして誉れに思い代金を受け取らずそのかわり安兵衛が使った酒桝を家宝にしたという。（史実では安兵衛が切り倒したのはおそらく三人）。
あるいは叔父とともに決闘に向かうときに酒を飲んで勢いをつけるために立ち寄ったともいう。話によって仔細は違うものの、安兵衛が高田の馬場の決闘の際に小倉屋に立ち寄って五合桝(約0.9リットル)になみなみと注がれた酒を飲み干したものと講談や歴史小説、映画などで語られている。
このとき安兵衛が使ったとされる酒桝は2017年現在も小倉屋に残されていると言う。ただし酒桝は非公開であり、見ることは出来ない 。

## 夏目漱石との関わり

夏目漱石生誕の地の碑、新宿区喜久井町1番。小倉屋の隣である。

夏目漱石の生家は小倉屋の隣であり、現在は小倉屋の隣に記念碑がある。夏目漱石はその随筆「硝子戸の中」で小倉屋のことを書いており、高名な「堀部安兵衛の桝」は見ることは出来なかったが、小倉屋の娘の長唄を何度も聴いて育ったことなどに触れている。

## オリジナルブランド
小倉屋では堀部安兵衛との縁あるいは地名からオリジナルブランドの「吟醸酒堀部安兵衛」や「吟醸酒わせだ夏目坂」「早稲田ビール」などを販売している。オリジナルブランドの日本酒は東村山市の酒蔵の製造である。

## 扱い品目
日本酒、ビール、ウィスキー、スピリッツ、焼酎、ワイン、ブランデー、リキュールなど 